# Hugues de la Roche
Hugues de la Roche († 1398), genannt le chevalier sans pareil (der unerreichte Ritter), Marschall des Päpstlichen Hofes und Rektor des Comtat Venaissin.

## Leben
Hugues de la Roche war der Sohn von Géraud, Seigneur de la Roche, heute La Roche-Canillac.

### Der Rektor des Comtat Venaissin
Kurz nach der Wahl von Clemens VI. zum Papst (1342) verließ Hugues de la Roche das Limousin und ging nach Avignon. Er wurde sofort in die Entourage des Papstes eingeführt, zudem so bekannt, dass er im Jahr 1343 Delphine Roger de Beaufort, eine Tochter von Guillaume II. Roger und Marie Chambon, sowie Nichte des Papstes, heiratete, und dieser ihn am 10. September 1344 zum Rektor des Komtats ernannte.
Das Paar hatte eine Tochter, auch Delphine genannt, die Elzéar, Vizegraf von Uzès (1361–1390), heiratete, der seine Zeitgenossen als „die Blume der französischen Ritterlichkeit“ betrachteten. Die Ehefrau des Rektors starb jedoch bereits 1348 an der Pest.
Ein Jahr später heiratete er Isabeau de Maumont Sie brachte ihm die Burg Tournoël in der Auvergne und Châteauneuf-sur-Sioule als Mitgift.

### Der Marschall des Päpstlichen Hofes
Er wurde zum Marschall des Päpstlichen Hofes ernannt und war häufig procurerur (Bevollmächtigter) des Vicomte und der Vicomtesse de Turenne. Dies war der Fall für Aliénor de Comminges am 16. März 1350, als er Bertrand de Cosnac, Bischof von Lombez, nach Perpignan begleitete, um letzte Details ihrer Ehe zu regeln.
Ebenso am 26. Januar 1352, als Guillaume III. Roger de Beaufort ihm und seinem (Guillaumes) Vetter Aymar d’Aigrefeuille eine Vollmacht gab, um Stadt und Baronie Pertuis und andere Orte in Besitz zu nehmen, verbunden mit der Macht, die den Einwohnern gewährten Privilegien zu bestätigen, Amtsträger zu ernennen und die Ehrerbietung und den Treueid zu erhalten "

### Sondergesandter des Papstes bei den Visconti
Nachdem er 1353 von Innozenz VI. als Rektor des Comtat entlassen worden war, ließen sich Hugues de la Roche und seine Ehefrau in der Auvergne nieder, wo er im Lauf des Jahres 1367 damit beschäftigt war, den Donjon und die Mauern von Tournoël herrichten zu lassen.
Er nahm seinen Platz in Avignon unter dem Pontifikat von Gregor XI. wieder ein. Am 12. Oktober 1372 schickte in der Pontifex, der ihn zum Maître de l’Hôtel, d. h. zum Majordomus des päpstlichen Haushaltes, ernannt hatte, mit dem Titel eines Beraters in die Lombardei., um mit Raimond de Turenne und Nicolas Roger de Beaufort zusammenzutreffen, die gegen die Familie Visconti Krieg führten.
Während des Monats Februar [1373], als der Papst das Erscheinen der Visconti in Avignon verlangte, wollte Gian Galeazzo Visconti, Graf von Vertus in der Sache seines Vaters Galeazzo II. Visconti beim Papst plädieren. Er reiste in Begleitung von Raimond de Turenne, Hugues de la Roche und Amanieu de Pomiers, Kapitän des Kardinallegaten Pierre d’Estaing, nach Avignon. Als sie am 21. März in die Lombardei zurückkehrten, informierten Hugues und Amanieu offiziell Bernabò Visconti, dass weder er noch sein Bruder auf päpstliche Milde hoffen konnten.

### Die zweite Italienreise
Hugues de la Roche war Teilnehmer jenes Militärkonvois, der Gregor XI. bei seiner Rückkehr nach Rom begleitete. Er war es, der – in Begleitung seines Neffen Raimond de Turenne und Guy de Pruynes, Seneschall von Beaucaire  – im Juli 1377 den Papst in seine Residenz in Anagni eskortierte.
Ein Jahr später, im Mai 1378, verteidigte er mit seinem Sohn Gérald die Engelsburg, die Raimond de Turenne ihm anvertraut hatte: sie konnten die Burg vierzehn Monate lang verteidigen.

### Der Feldzug nach Bourbourg
Das Abendländische Schisma belebte auf der religiösen Ebene den Hundertjährigen Krieg in der Grafschaft Flandern, so dass König Karl VI. von Frankreich an alle seine Barone appellierte, sich seinem Kampf gegen flämische und englische Unterstützter Urbans VI. zu helfen.
Zu Beginn des Septembers 1383 gehörte Hugues de la Roche zum Gefolge der Roger de Beaufort, das Bourbourg einnahm. Begleitet wurde er von Raimond de Turenne, Guillaume III. Roger de Beaufort, Marquis de Canillac, Guérin d'Apcher und Louis II. von Poitiers-Valentinois. Er wurde am 22. September, dem Tag des cassement général, wurde er demobilisiert. Er zog sich ins Limousin zurück, wo er im Lauf des Jahres 1398 starb.